# واشنطن لويجي غارسيا
واشنطن لويجي غارسيا (بالبرتغالية: Washington Luigi Garcia‏) (14 نوفمبر 1978 في ساو باولو في البرازيل – )؛ هو لاعب كرة قدم سابق كان يلعب كمهاجم.

## وصلات خارجية
- واشنطن لويجي غارسيا على موقع رابطة كرة القدم اليابانية للمحترفين (اليابانية)
- واشنطن لويجي غارسيا على موقع قاعدة بيانات كرة القدم.إي يو (الإنجليزية)
- واشنطن لويجي غارسيا على موقع Soccerway.com (الإنجليزية)
- واشنطن لويجي غارسيا على موقع عالم كرة القدم.نت (الإنجليزية)